# Heron Rookery
La Heron Rookery est une exclave du parc national des Indiana Dunes, dans l'Indiana, aux États-Unis. Située dans le comté de Porter, où elle est baignée par la Little Calumet River, elle protège des sites de nidification du Grand Héron.